# Victor Hugo (voetballer)
Victor Hugo Gomes Silva (Rio de Janeiro, 11 mei 2004) is een Braziliaans voetballer die doorgaans speelt als middenvelder. In mei 2022 debuteerde hij voor Flamengo.

## Clubcarrière
Hugo speelde vanaf zijn twaalfde levensjaar in de jeugdopleiding van Flamengo. Hier maakte hij op 1 mei 2022 zijn professionele debuut, toen in de Copa do Brasil met 1–2 gewonnen werd van Altos. Hij moest van coach Paulo Sousa op de reservebank aan de wedstrijd beginnen en hij viel in de negenenzestigste minuut in voor Marinho. Elf dagen later, op de dag van zijn achttiende verjaardag, tekende de middenvelder voor zijn eerste doelpunt als profvoetballer. Er werd opnieuw in de beker gespeeld tegen Altos en na een openingstreffer van Gabriel Barbosa zorgde Hugo vier minuten voor het einde van de reguliere speeltijd voor de beslissende 2–0. In januari 2024 werd zijn verbintenis opengebroken en verlengd tot eind 2028. In augustus 2024 huurde Göztepe Hugo met een optie tot koop.

## Clubstatistieken
| Seizoen | Club      | Competitie | Competitie | Competitie | Beker | Beker | Internationaal | Internationaal | Totaal | Totaal |
| Seizoen | Club      | Competitie | Wed.       | Dlp.       | Wed.  | Dlp.  | Wed.           | Dlp.           | Wed.   | Dlp.   |
| ------- | --------- | ---------- | ---------- | ---------- | ----- | ----- | -------------- | -------------- | ------ | ------ |
| 2022    | Flamengo  | Série A    | 21         | 2          | 8     | 1     | 8              | 0              | 37     | 3      |
| 2023    | Flamengo  | Série A    | 32         | 1          | 8     | 0     | 6              | 2              | 46     | 3      |
| 2024    | Flamengo  | Série A    | 19         | 0          | 1     | 0     | 2              | 0              | 22     | 0      |
| 2024/25 | → Göztepe | Süper Lig  | 29         | 2          | 6     | 1     | —              | —              | 35     | 3      |
| Totaal  | Totaal    | Totaal     | 101        | 5          | 23    | 2     | 16             | 2              | 140    | 9      |

Bijgewerkt op 21 juli 2025.

## Erelijst
| Copa do Brasil        | 1 | 2022 |
| Campeonato Carioca    | 1 | 2024 |
| CONMEBOL Libertadores | 1 | 2022 |